# Ștei
Ștei (ungarisch Vaskohsziklás) ist eine Kleinstadt im Kreis Bihor im Westen Rumäniens. Sie liegt achtzig Kilometer von der Kreishauptstadt Oradea entfernt. In unmittelbarer Nähe zur Ortschaft befinden sich die kleinen Städte Vașcău (sieben Kilometer entfernt) und Nucet (zehn Kilometer entfernt).
Ștei als Stadt wurde 1956 neben einem kleinen Dorf gleichen Namens gegründet, als in der nahe gelegenen Ortschaft Băița vorübergehend große Mengen Uranerz gefördert wurden.
Die Stadt trug von 1958 bis 1990 den Namen Dr. Petru Groza, benannt nach dem Politiker Petru Groza.

## Söhne und Töchter der Stadt
- Ela Rose (* 1990), Dance- und Pop-Sängerin
- Irina Bara (* 1995), Tennisspielerin